# Col des Cerces
Pour les articles homonymes, voir Cerces.
Le col des Cerces est un petit col de montagne de France situé en Savoie, au-dessus de Valloire. S'élevant à 2 574 mètres d'altitude entre la pointe des Blanchets (2 953 m) à l'est et la pointe de la Fourche (2 838 m) à l'ouest, il est traversé par le GR 57. Il tient son nom de la pointe des Cerces située juste au sud.